# DBAG série 101
 (mars 2020).
Le contenu est difficilement compréhensible vu les erreurs de traduction, qui sont peut-être dues à l'utilisation d'un logiciel de traduction automatique.
 (décembre 2016).
Si vous disposez d'ouvrages ou d'articles de référence ou si vous connaissez des sites web de qualité traitant du thème abordé ici, merci de compléter l'article en donnant les références utiles à sa vérifiabilité et en les liant à la section « Notes et références ».
Les locomotives électriques de la série 101 de la Deutsche Bahn AG sont des locomotives universelles de hautes performances à moteurs triphasés. Elles ont été mises en service au milieu des années 1990 en remplacement des anciennes locomotives (DB série 103, par exemple). La DB a commandé à Adtranz (aujourd'hui filiale de Bombardier)145 de ces locomotives.
Entre-temps, les BR 101 a remplacé les locomotives de les BR 103 comme locomotive standard pour le trafic à grande distance de la Deutsche Bahn AG et a fait ses preuves dans l'utilisation quotidienne. C'est par contre l'emblématique ICE qui a remplacé les BR 103 dans l'exploitation ferroviaire à grande vitesse en Allemagne.
Un dérivé des BR 101 a été conçu pour le New Jersey Transit aux États-Unis, les locomotives électriques ALP-46. Le design de la caisse de la locomotive NJT ALP-46 est cependant celui de la Bombardier TRAXX de Bombardier Transport.

## Histoire
Au début des années 1990, il devenait de plus en plus clair que les locomotives électriques de la série 103 affectées au service interurbain lourd et rapide étaient usées. C'est surtout la traction, pendant des années, de longs trains Intercity à raison de 350 000 kilomètres par an qui sollicitait les locomotives jusqu'à leur limite de potentiel. Comme la Deutsche Bahn, dans le cadre du programme DB 90, a tenté de réduire les frais d'exploitation par la politique dite "exploitation jusqu'à usure", cela conduisait à un taux croissant de pannes affectant l'appareillage électrique, les moteurs de traction et la structure des bogies. Le remplacement de la série, qui comptait initialement 145 locomotives, exigeait rapidement une nouvelle commande, car dans le contexte de la réunification de l'Allemagne et de la construction de lignes rapides dans les nouveaux Länder, il y avait un déficit de train à grande vitesse, et ce malgré la commande des trains ICE.
Le DB lança un appel d'offres pour de nouvelles locomotives de haute performance auprès de l'industrie ferroviaire allemande. Siemens et Krauss-Maffei avaient avec l'EuroSprinter 127 001 déjà un prototype sur les rails, et la branche ferroviaire d'AEG pouvait présenter sous peu un démonstrateur opérationnel de son concept 12X, devenu par la suite la 128 001. ABB - Henschel n'avait aucun prototype moderne, mais seulement un concept sous le nom Eco2000 et une démonstration de technologie avec deux véhicules d'essai sur la base de la série 120 
Lors du développement de composants pour Eco2000, on s'appuyait sur deux locomotives de préséries de la série 120, 120 004 et 005 qui étaient reconstruits par ILL. Déjà en 1992 pour pouvoir expérimenter une nouvelle technique dans la pratique. 120 005 avait reçu de nouveaux juges de courant à la base de GTO-Thyristoren et une nouvelle électronique de bord, 120 004 étagères à tourner aussi en outre adaptées par le rapide interurbain que plus tard la série 101 recevait et un Polyolester biodégradable que réfrigérant pour le transformateur principal. Les deux locomotives remettaient de grandes lignes au service interurbain systématique sans trouble dans cette configuration.
En 1994 le DB donnait la commande sur la nouvelle série 101 à ILL. Henschel. Le prix de pièce par machine faisait 5,6 millions de Deutsch Mark. 
Les autres fabricants, 145 (AEG) et 152 (Siemens / Krauss-Maffei) recevaient à la base de ses prototypes des commandes de développement pour les séries. Puisqu'on partait pour cette date de ce que le trafic à grande distance serait déplacé dans quelques années, de toute façon, complètement sur des trains d'instinct ICE, était à étaler 101 aussi sur l'utilité au service de train de marchandises rapide (par exemple des trains d'InterCargo allant jusqu'à 160 km\h).
La première locomotive, 101 003, est introduite à l'été 1996. Elle est finalisée, comme les trois premières locomotives de cette série, dans le schéma de couleur rouge Orient. Toutes les autres locomotives sont livrées dans cette même lignée. Entre-temps ILL. Henschel et AEG division ferroviaire fusionnent pour devenir Adtranz si bien que les caisses de ces locomotives sont construites partiellement dans les ateliers d'Hennigsdorf et à Cassel. 
Un accident à Brühl  au sud de Cologne avec la 101 092 construite en 2000 a déraillé et est entrée en collision dans une maison. La machine a par la suite été démentlée. 
Jusqu'à aujourd'hui, les points faibles de la BR101 sont :
1. Des fissures sont apparues en série sur les parties soudées des bogies et sur les cordons de soudure des tourillons de transmission des efforts de traction, ont dû être réparés.
2. Une alimentation électrique dans le convertisseur de puissance n'était pas suffisamment blindée et interférait avec la radio de manœuvre .
3. Les capteurs mécaniques de vitesse des moteurs de traction se sont révélés trop faibles et ont dû être améliorés.
4. Des connexions dans le transformateur étaient susceptible d'être endommagées, mais cela n'était pas pertinent sur le plan opérationnel et a été corrigé.
5. En raison du vieillissement des composants, la consommation d'électricité des auxiliaires a augmenté au fil du temps, ce qui a entraîné une augmentation des pannes des convertisseurs auxiliaires.

## Design de la BR101
La BR 101 est, comme toutes les autres locomotives récemment construites allemande à une large partie de front biseautée. 
La caisse de locomotive devait d'autre part aussi être à peu de frais d'une part élégante et aérodynamique. 
Ainsi on renonçait à un front plié plusieurs fois comme à la série 103. Une autre aggravation du front aurait aussi peu été rationnelle, puisqu'aux locomotives séparées et aux voitures la distance grossit entre la locomotive et voiture.
Les fenêtres de la cabine de conduite dans la série 101 étaient accomplies pour éviter le puits de mine de fenêtre qui s'était révélé fréquemment comme sujet à la corrosion (les fenêtres des séries 145 et 152 sont plongées à l'avenir). A la partie de front en convenant le fabricant a collé une pièce de verre aveugle noirci dans la pointe des fenêtres de page.
Le pupitre correspond en grande partie à ceux des séries 120 et BR401(ICE 1) et était installé à droite. 
Cette disposition du pupitre permettait de renoncer à un plus cher disque de front continu.
Un signe particulier de la série 101 sont aussi les diaphragmes à tourner d'étagère. Ils étaient placés le long du grand côté de cadre et descendent jusqu'à la hauteur des camps de roue.
Pour atteindre une structure portante du train, Adtranz pour les têtes, le fabricant soudait une construction en forme de caisse. 
Les mémoires-tampon de coup au front sont étalées sur des forces de pression jusqu'à 1000 kN, le front sous les fenêtres de front saisit 700 kN comme force de pression. Les tôles sous les disques de front ont une force de 8 millimètres, les autres tôles de front seulement la moitié (4 millimètres) et les tôles de terre sont fortes 3 millimètres. L'échafaudage des parois latérales était fabriqué des profils verticalement disposés. Un de revêtement 3 millimètres recevait de l'échafaudage un fort revêtement de tôle. Le toit est fait d'aluminium. 
La semelle supérieure soudée fait des tôles fortes de 6 ou 5 millimètres la conclusion à trois sections de toit. Les pans de comble et les grilles de ventilateur appartiennent au toit et peuvent être enlevés avec celui-ci.

## Les bogies
ADtranz et Henschel voulaient développer pour la série 101 un bogie à tourner qu'admet la flexibilité aussi grande que possible. Ainsi le bogie à tourner est conçu pour au maximum 250 km/h et est dérivé directement de l'ICE bien que la série 101 soit admise pour seulement 220 km/h de vitesse maximale. 
En outre, les bogies à tourner s'entend avec les propositions de roue d'autres largeurs de la voie. Il est aussi possible comment d'installer des essieux réglables comparables aux Re 460 Suisse (SBB) radial à quoi le DB cependant renonçait.

### Pantographes
Pantographes du type DSA 350 SEK de la série 101
Le pantographe du type DSA 350 SEK capte le courant qui est dirigé sur le commutateur principal et supérieur convertisseur dans l'enroulement primaire du transformateur principal, de où de quatre enroulements secondaires (pour chaque moteur de transport) partent. 
La tension de changement collante (ci-jointe) ici de chaque enroulement arrive dans les quadrants qui alimente le circuit intermédiaire à courant continu alors comme le redresseur. Le convertisseur de pouls forme l'effort constant en intercercle dans la tension de changement triphasée de la fréquence variable et tension et alimente avec cela le moteur de transport asynchrone.
Les juges de courant sont disposés au milieu de la salle des machines par paires à droite et à gauche de la marche de moyen

### L'AFB
La locomotive possède l'Automatische Fahr- und Bremssteuerung (de), qui soutient avec cela le conducteur de locomotive de tenir constamment une vitesse réglée (une sorte de régulateur de vitesse).

## Utilisation
La série 101 est pour les 145 machines entretenues au dépôt de Hambourg. 
Dans l'horaire d'été en 1997, les premières 101 sont utilisées dans une circulation de 10 jours. 
Avant tous les lourds trains IR sur la ligne étaient recouverts entre Hambourg et Constance de la nouvelle série 101 à la place de la série 111. 
À l'horaire d'hiver en 1997, 21 locomotives de la série 101 étaient en chemin déjà à la place de la DB série 103. 
À la fin de la même année, 60 locomotives de la série 101 étaient livrées. Les livraisons duraient jusqu'en 2000, quand la dernière locomotive de cette série quittait l'ouvrage d'Henschel à Cassel.
De 1999 jusqu'à 2004, les 101-130 et 101-131 en livrée argent Metropolitan ainsi que les 101-124 et 101-126 en livrée rouge comme la circulation le train de voyage d'affaires Metropolitan. 
Ces quatre locomotives sont équipées d'un ordinateur de bord par cabine de conduite avec laquelle peuvent être interagis  par la locomotive et aussi par la voiture réversible des données et des états de la rame et être conduit. Le systeme ZWS.
La nuit et aux week-ends, plusieurs sont 101 devant des trains de marchandises.
Même si leur utilisation principale est sur les trains grandes lignes et internationaux.

## État du parc
Les locomotives reçoivent par défaut la livrée rouge de la DB. Certaines reçoivent pendant un temps variable une livrée avec publicité. Ces locomotives sont seulement aptes en Allemagne.
- La 101 092-5 a été victime d'un accident en février 2000. Elle a été remise en service en décembre 2000 après séjours chez Bombardier.

## Jeux
La BR101 est également disponible dans le milieu du jeu de simulation par plusieurs développeurs et 3 jeux
- Jeux Zusi 3 jeu de simulation de trains allemands
- Jeu Train Simulator développé par Dovetail Games

Il y a 3 BR101 disponibles pour le jeu train simulator :
- la 1ère BR101 de 2009 développé par Kuju http://store.steampowered.com/app/208300/?l=french
- la mise à jour de la BR101 Kuju par Train Team Berlin http://www.trainteamberlin.de/forum/index.php?showtopic=1373
- BR101 très avancé de Virtual Railroads http://www.virtual-railroads.de/expert-line.html